# Josep Salvador i Soler
Josep Salvador i Soler (Barcelona, 14 de març de 1804 - Tonneins, França, 1 de març de 1855) fou un advocat i botànic català.
Besnet de Josep Salvador i Riera, es va formar en Ciències naturals sota la direcció de Pere Vieta, Agustí Yáñez i Girona, Joan Francesc Bahí i Fontseca, i Miguel Colmeiro y Penido, i s'encarregà del Museu Salvador, llegat per la seva família, la destacada nissaga d'apotecaris i naturalistes coneguda com a família Salvador. Fou l'últim dels Salvador que es va interessar per les ciències naturals. Part de la col·lecció botànica d'aquest Museu es troba actualment a l'Institut Botànic de Barcelona. Josep Salvador i Soler fou vocal de la Junta de Comerç entre 1842 i 1844, i membre de la Societat Econòmica d'Amics del País, conseller de l’Associació de propietaris territorials, soci de la Diputació arqueològica i numismàtica de la província de Sevilla. També i fou elegit membre numerari de la Reial Acadèmia de Ciències i Arts de Barcelona (RACAB), on presentà diversos treballs i també va tenir diversos càrrecs. Mort tràgicament a Agen, a la Gascunya, ofegat a la Garona, amb els fills encara infants, les renovacions que havia emprès al Gabinet a partir de 1831, com la incorporació de la pomona o la de nous exemplars per a l'herbari tramesos per l’apotecari olotí Francesc Xavier de Bolòs i Germà, no van tenir continuïtat.